# Joana Adu-Gyamfi
Joana Adu-Gyamfi (* 1973 in Hamburg) ist eine deutsche Schauspielerin.

## Leben
Joana Adu-Gyamfi wurde als Tochter eines ghanaischen Computerexperten und einer deutschen Kosmetikerin im Hamburger Stadtteil Barmbek geboren. Nach ihrem Schulabschluss studierte sie Tanzpädagogik. Ihr erstes großes Schauspielengagement hatte sie mit der Darstellung der Röntgenschwester Hannah Akyaa in den ersten drei Staffeln der deutschen Fernsehserie alphateam – Die Lebensretter im OP.
Adu-Gyamfi ist mit dem Musikproduzenten Jan-Eric Kohrs verheiratet.

## Filmografie (Auswahl)
- 1997: Die Nacht der Nächte – School’s out
- 1997–1998: Alphateam – Die Lebensretter im OP (Fernsehserie, 80 Episoden)
- 1998: Schlange auf dem Altar
- 1999: OA jagt Oberärztin
- 1999: Vom Himmel das Blaue
- 2000: Polizeiruf 110: Ihr größter Fall
- 2001: Polizeiruf 110: Gelobtes Land
- 2005 Tatort: Ein Glücksgefühl
- 2006: Neger, Neger, Schornsteinfeger!
- 2009: Soul Kitchen
- 2009: SOKO Leipzig (Fernsehserie, Episode Verloren in Afrika)
- 2012: Drei Stunden
- 2012: Ein starkes Team: Eine Tote zuviel
- 2013: Tatort: Scheinwelten
- 2014: Zeit der Kannibalen
- 2018: Um Himmels Willen (mehrere Episoden)
- 2023: In aller Freundschaft – Die jungen Ärzte (Fernsehserie, Episode Alles geben)